# Lago Negro (Valle de Bohí)
El lago Negro (en catalán estany Negre) es un lago español se sitúa en el término municipal de Valle de Bohí, en la comarca de la Alta Ribagorza, dentro del parque nacional de Aigüestortes y Lago de San Mauricio, provincia de Lérida, Cataluña.
Descansa a los pies de las imponentes paredes de la umbría de los Picos de Comalespada y de las Agujas de Travessani. En el noreste, sobre las escarpadas paredes del lago, se encuentra el Refugio Juan Ventosa, siendo el punto de entrada al Valle de Colieto, que se abre hacia el este. Sesde este punto se puede disfrutar de las impresionantes vistas del Besiberri.